# Maria Carta
Maria Carta (Siligo, el 24 de juny 1934 – Roma, el 22 de setembre 1994) era una cantant de música sarda i actriu. En 25 anys de carrera ha rastrejat els molts aspectes de la música tradicional de Sardenya, principalment de "Cantu a chiterra" (Cançons de Sardenya a la guitarra), del repertori popular, els gosos, cançons de bressol, tradicionals religioses (Cant gregorià), sovint actualitzant amb arranjaments moderns i personals. A més de la seva activitat com a cantant, Maria Carta ha actuat en cinema i teatre i ha escrit poesia. El 1991 el President de la República, Francesco Cossiga, la va nomenar "Commendatore della Repubblica" ("Cavaller de la República").

## Obra

### Discografia
- 1971 - Sardegna canta (LP) (Tirsu, LIP 317)
- 1971 - Paradiso in Re (2 LP) (RCA Italiana, IL 00100-2; ristampa: TCL 1-1089)
- 1974 - Delirio. In s'amena campagna dilliriende (LP) (RCA, TPL 1-1002)
- 1974 - Dies Irae (LP) (RCA, TPL 1-1169)
- 1974– Ave Maria(LP) (RCA – TCL1-1090
- 1976 - Vi canto una storia assai vera (LP) (RCA Lineatre, TNL 1-3502)
- 1976 - La voce e i canti di Maria Carta vol. 1 (LP) (RCA)
- 1976 - La voce e i canti di Maria Carta vol. 2 (LP) (RCA, NL 33095)
- 1978 - Umbras (LP) (Polydor, 2448 078)
- 1980 - Haidiridiridiridiridinni (LP) (Polydor, 2448 106)
- 1984 - Maria Carta concerto dal vivo (MC) (Tekno Records, TKR MR 0036)
- 1981 - Sonos 'e memoria (2 LP) (Chante du monde)
- 1984 - Sonos 'e memoria (2 LP) (Fonit Cetra, APL-2020-2-1; ristampa dell'album precedente)
- 1992 - Chelu e mare (CD) (Music Of The World, CD 12506)
- 1993 - Le memorie della musica (CD) (Bubble, CDBLU-1842)
- 1993 - Muttos ‘e amore (CD) (Joker, 674104-mus)
- 1993 - Trallallera (CD) (Joker)
- 2002 - Sardegna canta (CD) (Aedo)
- 2012 - Il Recital di Maria Carta e Amalia Rodriguez amb Amália Rodrigues (àlbum en viu) (CD) (Halid, 1504233)

### Filmografia
- El Padrí II (de Francis Ford Coppola) (1974) - fa de Signora Andolini (la senyora d'Andolini), muller d'Antonio Andolini i mare d'en Paolo i en Vito Andolini.[4]
- La Cecilia. Storia di una comune anarchica (de Jean-Louis Comolli) (1976)
- Excel·lentíssims cadàvers (Cadaveri eccellenti) (de Francesco Rosi) (1976)
- Gesù di Nazareth (de Franco Zeffirelli), (1977), nella parte di Marta
- Un reietto delle isole (de Giorgio Moser) (1980) basat en la novel·la El pària de les illes de Joseph Conrad
- I padroni dell'estate (de Marco Parodi) (1986)
- Il camorrista (de Giuseppe Tornatore) (1986)
- Disamistade (de Gianfranco Cabiddu) (1989)
- Il commissario Corso (film tv) (de Gianni Lepre) (1992)

### Poesia
- Canto rituale, Coines Edizioni (1975).[5][3]

## Fundació Maria Carta
Des del 2003 ençà, la fundació que porta el seu nom, la Fondazione Maria Carta, atorga el Premi Maria Carta per animar artistes, investigadors i productors de la cultura popular sarda a promoure i difondre el progrés científic, cultural, artístic i econòmic de Sardenya.